# نادي طوفان هويرود
نادي طوفان هويرود (بالفارسية: باشگاه فوتبال طوفان هریرود) ، هي نادي رياضي لكرة القدم في أفغانستان ، أسست في شهر أغسطس سنة 2012م، وتلعب ببطولة الدوري الأفغاني الممتاز لكرة القدم، ومقرها في العاصمة الأفغانية كابل.

## مصدر
1. ↑  Toofan Harirod | APL نسخة محفوظة 22 ديسمبر 2017 على موقع واي باك مشين.

## وصلات خارجية
- طوفان هریرود نخستین قهرمان لیگ برتر فوتبال أفغانستان (فارسية)
- لیگ برتر فوتبال أفغانستان؛ پیام‌آور صلح وهمزیستی (فارسية)